# Ferenc Csősz
Ferenc Csősz (* 24. Dezember 1921 in Arad, Rumänien; † 7. Juni 2007 in Stuttgart) war ein ungarischer Kunstmaler und Bildhauer.
- akademisches Studium an der Kunstakademie in Budapest;
- Flüchtling nach dem Volksaufstand von 1956 in Ungarn;
- Schaffensorte: Verona, Paris, Monte Carlo, Cannes, Zürich, München und Stuttgart;
- Bilder und Statuetten zum größten Teil in Privat- und Firmenbesitz.

## Jugend und frühe Schaffensperiode
Der Maler Ferenc Csösz hatte bereits in seiner Jugend besonders für die Bewegung und für rhythmische, lebendige Dinge ein Auge. Als Ferenc Csösz nach dem Ungarischen Volksaufstand von 1956 erstmals für das westliche Publikum ausstellte, war er thematisch noch seiner Heimat verbunden. Pferde, Reiter, Hahnenkämpfe, tänzerische Figurationen und Menschen in Bewegung waren sein Hauptthemen.

## Zeit nach dem Ungarnaufstand
Wahrscheinlich vom Heimweh getrieben, flüchtete er sich in die Welt der Musik. Die Strenge des Aufbaues der Musik faszinierte ihn; so findet sie sich auch in seinen Bildern wieder. In dieser Schaffensperiode zeichnete und malte er viele Berühmtheiten wie Strawinsky, Karajan, Fricsay und andere. Csöszs Verständnis der Musik erklärt auch seine Raumgestaltung und die Vorliebe für das plötzliche Wechseln in eine andere Dimension. Bemerkenswert, wie er die rhythmische Disziplin und manchmal ferne Abstraktion in genießbare Verständlichkeit umwandelte.

## Hinwendung zum Ballett
Während Csöszs ätherisches und doch kraftvolles Gestalten früher Befremden hervorrief, werden seine Arbeiten heute eher mit Faszination aufgenommen. So war er einer der Künstler, der seine Vorstellungen einer höheren Ästhetik des Balletts mit großer Sensibilität konsequent gestaltete. In der Folge fand Csösz in der Ballett-Hochburg Stuttgart seine künstlerischen Vorstellungen bestätigt und erkor diese Stadt zu seiner Wahlheimat. Diese Zeit – vor allem unter Cranko – prägte sein Gesamtwerk nachhaltig. Csösz galt als Meister darin, die Welt des Balletts mit nur knappen, meisterhaften Andeutungen einzufangen. Sein unerreichter Stil ist nur durch eine fundierte Kenntnis der Materie möglich und erklärbar.

## Malerei und Plastik
Die früheren instinktiven Raumspaltungen wurden Csösz über die Studien westlicher Größen bewusster; so fasste er nicht nur seine tänzerischen Figurationen, sondern auch die Raumdarstellungen von Stadtsilhouetten in eine choreographische Ordnung. Es war für Ferenc Csösz von größter Wichtigkeit, dass der zu vermittelnde Stoff und Inhalt seines Werkes dem Betrachter auf offensichtliche Weise zugänglich wurde – sei es als Plastik, Zeichnung oder in Form eines Bildes. Ferenc Csösz vermied in seinen malerischen und bildhauerischen Mitteln jede Art von zufälligem Effekt. Besonders hervorzuheben ist hierbei, dass er das Ineinanderlaufen der Farben, wenn er es nicht ausdrücklich beabsichtigte, streng ausschloss. In seinen Bildern finden sich nur Elemente, die er von Anfang an bestimmte. Er selbst verglich dies mit der Arbeit eines Dirigenten. „Der Dirigent hört bei der Einstudierung eines Werkes die Töne ebenfalls im Voraus und probt so lange, bis seine Vorstellung der Interpretation zum Klang kommt“, führte Ferenc Csösz bei einer seinen wenigen Ausstellungen aus.

## Gesamtwerk
Die Verwandtschaft seiner plastischen und gemalten Figurationen sind nur logische Verbindungen zwischen zwei- und dreidimensionalen Darstellungen. Trotz dieser Strenge verbarg sich in Csösz ein expressives Temperament. Obwohl seine Bilder in exakte Ordnung eingeteilt sind, kommen Bewegung und Spannung doch kinematisch zum Ausdruck. Auch Themen aus der griechischen Mythologie oder der Bibel wurden mit diesen strengen Grundsätzen umgesetzt.

## Porträts
Im Laufe der Jahre malte Csösz neben den oben dargestellten Werken eine Vielzahl von Porträts, unter anderem von Christine Herzog, der verstorbenen Frau der Altbundespräsidenten und Stifterin der Mucoviszidose-Stiftung.

## Ausstellungen und Veröffentlichungen
- Ausstellung Ballett:  Bilder und Skulpturen vom 10. bis zum 20. Juni 1980 Im Haus der Deutschen Parlamentarischen Gesellschaft in Bonn;
- Stuttgartbilder und andere Werke in den Räumen des Stuttgarter Wochenblattes;
- Veröffentlichungen durch das Stuttgarter Wochenblatt wie Kalender, Bilder, Weihnachtskarten und jeweils viele Jahre das Titelbild der Weihnachtsausgabe;
- Weitere Ausstellungen in Verona im Hotel Due Torri

| Personendaten    | Personendaten                        |
| ---------------- | ------------------------------------ |
| NAME             | Csősz, Ferenc                        |
| KURZBESCHREIBUNG | ungarischer Kunstmaler und Bildhauer |
| GEBURTSDATUM     | 24. Dezember 1921                    |
| GEBURTSORT       | Arad, Ungarn (heute Rumänien)        |
| STERBEDATUM      | 7. Juni 2007                         |
| STERBEORT        | Stuttgart                            |